# Chomarlu
Chomarlu (persisch خمارلو Chomarlu, DMG Ḫomārlū) ist eine Stadt im Nordwesten des Iran. Sie liegt im Ostan (Provinz) Ost-Aserbaidschan in unmittelbarer Nähe des Flusses Aras. In der Stadt, die Hauptstadt des Schahrestans (Verwaltungsbezirks) Choda Afarin ist, leben laut der im Jahre 2006 durchgeführten Volkszählung 1222 Menschen.
In der Nähe der Stadt befinden sich die berühmten mittelalterlichen Brücken von Choda Afarin über den Aras und der Choda-Afarin-Staudamm, dessen Bau mit ein Grund dafür war, dass Chomarlu 1999 durch die Zentralregierung zur Stadt erhoben wurde.